# Rafał Karcz
Rafał Karcz (ur. 25 września 1986 w Wejherowie) – polski zawodnik kick-boxingu, trener I klasy kickboxingu, posiadacz czarnego pasa IV DAN Polski Związek Kickboxingu. 
Na mistrzostwach Polski seniorów w kickboxingu w formule semi-contact wywalczył w kategorii 57 kg dwa srebrne medale (2006, 2007) i dwa medale brązowe (2008, 2009). W 2015, 2016 i 2017 został mistrzem Polski w formule pointfighting (kat. 57 kg). W 2016 wywalczył ponadto wicemistrzostwo Polski seniorów formule light-contact. W 2012 został zawodowym mistrzem Polski
W 2007 uzyskał uprawnienia instruktora kickboxingu. od 2007 prowadził szkołę walk "Fight Zone", w 2012 założył z Tomaszem Hirszem Wejherowskie Stowarzyszenie Sportowe. W 2017 był p.o. trenera reprezentacji Polski w kickboxingu kadetów, w latach 2018-2024 trenerem reprezentacji Polski w kickboxingu juniorów, od 2024 II trenerem tej ostatniej reprezentacji